# Maladie Itai-itai

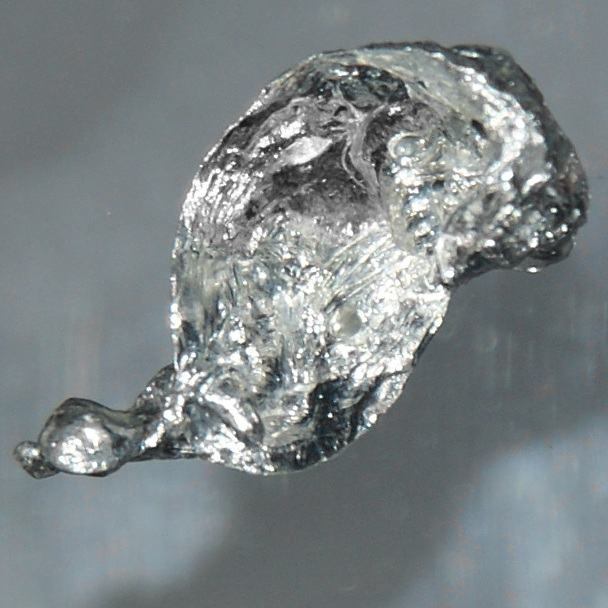
Cadmium

La maladie Itai-Itai  (イタイイタイ病, itai-itai byō, littéralement : maladie aïe-aïe) est un  cas documenté d’intoxication massive au cadmium survenu dans la préfecture de Toyama, au Japon. L’intoxication au cadmium provoque un  ramollissement des os et une insuffisance rénale. La maladie est ainsi nommée à cause des violentes douleurs (痛い, itai), localisées à la colonne vertébrale et aux articulations. Le terme de maladie Itai-Itai a été inventé par la population locale. Le cadmium a été déversé dans les cours d'eau des montagnes par les industries minières. Les compagnies minières ont été poursuivies pour les préjudices subis. La maladie Itai-Itai est connue comme l'une des quatre grandes maladies provoquées par la pollution au Japon.
Cette maladie est maintenant mieux connue mais, dans certains contextes (agricoles, industriels, alimentaires), le risque d'intoxication chronique par le cadmium (et d'autres métaux) persiste. À la suite des récents progrès de la chimie analytique et pour mieux détecter les intoxications chroniques ou aiguës par des métaux, des praticiens et chercheurs hospitaliers ont récemment (2010) proposé de compléter les bilans sanguins et bilans de santé classiques par un profil métallique .

## Origine
La maladie Itai-Itai  a été provoquée par l’intoxication au cadmium à cause d’une exploitation minière installée dans la préfecture de Toyama. Les premières traces d’exploitation minière dans la région  remontent à 710 pour l’or. L'extraction régulière d’argent a commencé en 1589 suivie, peu de temps après, par l'exploitation minière du plomb, du cuivre et du zinc. L’augmentation de la demande de matières premières au cours de la guerre russo-japonaise et de la première Guerre mondiale, ainsi que l’apport de nouvelles technologies minières venues d'Europe, ont conduit à l’augmentation de la production des mines, amenant les Mines Kamioka de Toyama au niveau des plus productives du monde. La production a augmenté davantage encore dans les années qui ont précédé la seconde Guerre mondiale. À partir de 1910 et jusqu’à 1945, le cadmium a été rejeté en grandes quantités par l'exploitation minière et la maladie a fait son apparition vers 1912. Avant la Seconde Guerre mondiale, l'exploitation minière, contrôlée par la Mitsui Mining and Smelting Co. Ltd, a accru sa production pour satisfaire la demande de l’industrie d’armement. Il en est résulté une augmentation de la pollution de la Jinzu River et de ses affluents. La rivière était utilisée essentiellement pour l’irrigation des champs de riz, et était aussi une source d’eau potable, d’eau de lavage, alimentant les eaux de pêche, et l’eau disponible pour tous les autres usages par les  populations situées en aval.
En raison de l’empoisonnement de la rivière par le cadmium, les poissons ont commencé à mourir et le riz irrigué par l'eau de la rivière n'a pas poussé normalement. Le cadmium et les autres métaux lourds se sont accumulés au fond de la rivière et dans les eaux de surface. Cette eau a ensuite été utilisée pour irriguer les rizières. Le riz a absorbé les métaux lourds, en particulier le cadmium. Le cadmium s’est ensuite accumulé chez les populations qui consommaient ce riz contaminé.
La population s’étant plainte de la pollution à la Mitsui Mining and Smelting,  l'entreprise a alors construit un bassin de décantation pour stocker les eaux contenant des déchets miniers avant de les rejeter dans la rivière. C’était trop peu, et trop tard, car de nombreuses personnes étaient déjà malades. Les causes de l'intoxication n’ont pas été bien comprises au départ et, jusqu'en 1946, on pensait qu’il s’agissait simplement d’une maladie régionale ou d'un type particulier d'infection bactérienne.
Les premiers tests médicaux ont commencé dans les années 1940 et 1950, pour rechercher la cause de la maladie. Initialement, on a incriminé l'intoxication au plomb rejeté par les mines situées en amont. C’est seulement en 1955 que le Dr Hagino et ses collègues ont suspecté le cadmium comme étant à l’origine de la maladie. La préfecture de Toyama a également commencé une enquête en 1961, apportant la preuve que l’exploitation minière de Kamioka de la Mitsui Mining and Smelting avait provoqué une pollution par le cadmium et que les zones les plus touchées étaient situées jusqu'à 30 km en aval de la mine. En 1968, le Ministère de la santé et du bien-être a publié une déclaration sur les symptômes de la maladie Itai-Itai consécutive à l'empoisonnement par le cadmium.
La réduction des niveaux de cadmium dans l'eau potable et l’eau d’irrigation a réduit la survenue de nouveaux cas de la maladie. Aucune nouvelle victime n'a été signalée depuis 1946. Bien que les victimes présentant les symptômes les plus graves proviennent de la préfecture de Toyama, le gouvernement a retrouvé des victimes dans cinq autres préfectures.
Les mines sont encore en exploitation et les niveaux de pollution en cadmium restent élevés, bien que l'amélioration de la nutrition et des soins médicaux ait permis de réduire l’incidence de la maladie Itai-Itai.

## Symptômes
L'un des principaux effets de l'intoxication par le cadmium est la survenue d’une fragilité osseuse. Les douleurs dans la colonne vertébrale et dans les jambes sont fréquentes, et une démarche instable apparaît souvent en raison des déformations osseuses provoquées par le cadmium. La douleur devient invalidante, avec des fractures devenant de plus en plus fréquentes au fur et à mesure que l'os s'affaiblit. D'autres complications telles que la toux, l'anémie et l'insuffisance rénale, peuvent conduire à la mort.
Une forte prévalence chez les personnes les plus âgées, notamment les femmes ménopausées, a été observée. La cause de ce phénomène n'est pas bien comprise et fait actuellement l’objet d’études. Les recherches actuelles incriminent la malnutrition générale, ainsi que l'insuffisance du métabolisme du calcium corrélé avec l’âge et le sexe féminin.
Les expérimentations animales récentes ont montré que l'intoxication par le cadmium n’expliquait pas à elle seule tous les symptômes de la maladie Itai-Itai. Ces études mettent en cause, comme facteur clé de la maladie, des lésions des mitochondries provoquées par le cadmium au niveau des cellules rénales.

## Actions en justice
En 1968, 29 plaignants, dont neuf victimes de la maladies et 20 membres des familles de malades, ont poursuivi la Mitsui Mining and Smelting Co. devant la cour de justice de la préfecture de Toyama. En juin 1971, le tribunal a rendu son jugement, déclarant la Mitsui Mining and Smelting Co. coupable du préjudice subi. Aussitôt, la société a interjeté appel auprès de la cour du district de Nagoya à Kanazawa, mais l'appel a été rejeté en août 1972. La Mitsui Mining and Smelting Co. a accepté de payer les soins médicaux aux victimes, de financer la surveillance de la qualité de l'eau effectuée par les résidents, et de payer des indemnités aux malades.
Les personnes qui s’estimaient atteintes de la maladie Itai-Itai devaient prendre contact avec le Ministère de la Santé, du Travail et du Bien-être  du Japon, pour que leurs demandes soient instruites. De nombreuses victimes n’ont pas été satisfaites des actions du gouvernement et ont exigé une modification des procédures officielles. Cela a amené le gouvernement à revoir les critères juridiques établis pour la reconnaissance des victimes, et également à réévaluer les traitements de la maladie.
Une personne est considérée comme victime de la maladie Itai-Itai si elle a vécu dans les zones contaminées, si elle présente un dysfonctionnement rénal, une fragilité osseuse, mais n'est atteinte d’aucune maladie cardiaque. 184 victimes ont été légalement reconnues depuis 1967, dont 54 durant la période allant de 1980 à 2000. 388 autres personnes ont été identifiées comme étant des victimes potentielles, mais leur cas n'a pas été encore officiellement examiné. Cinquante victimes étaient encore en vie en 1993.

## Coût économique
La pollution par le cadmium a contaminé de nombreuses zones agricoles. La pollution par les métaux lourds a touché de nombreuses régions au Japon et, par conséquent, une loi a été promulguée en 1970 pour la prévention de la contamination des sols et des terres agricoles. Elle a ordonné l’interruption des cultures, pour permettre la régénération des sols dans les zones contenant 1ppm de cadmium, ou davantage. La surveillance de la préfecture de Toyama a commencé en 1971, et vers 1977, 1500 hectares au bord de la rivière Jinzu ont été mis en jachère. Les agriculteurs ont été indemnisés pour le manque à gagner à cause de la perte des récoltes ainsi que pour la diminution de la production au cours des années précédentes, par la Mitsui Mining and Smelting, la Préfecture de Toyama et les autorités gouvernementales. En  1992, 400 hectares seulement restaient contaminés.
En 1992, la moyenne annuelle des compensations pour les dépenses de santé a été de 743 millions de yen. Les Dommages agricoles ont  été compensés avec une somme de 1,75 milliard de yens par an, soit un total annuel de 2.518 milliards de yens. 620 autres millions de yens par an ont été investis pour réduire encore la pollution de la rivière.

## Phytoremédiation
Récemment, une équipe pluridisciplinaire de scientifiques japonaise ont sélectionné trois cultivars de riz (cultivars nommés « Chokoukoku », « IR8 » et « Mohretsu ») qui captent et stockent de grandes quantités de cadmium, au point d'en faire chuter de 20 à 40 % le taux dans le sol.

## Perspectives
Les autorités sanitaires et environnementales japonaises envisagent de diminuer les seuils de cadmium autorisés dans les aliments de 1 à 0,4 g/kg[réf. souhaitée].